# Caucasoseris
Caucasoseris je monotipski biljni rod iz porodice glavočika, dio podtribusa Chondrillinae. Jedina vrsta je C. abietina, trajnica iz sjeveroistočne Turske i Kavkaza.

## Etimologija
Općenito ime sastavljeno je od klasičnih grčkih naziva, "Kaukasos" za Kavkaz i "seris" za salatu (točnije, za vrste Cichorium: Liddell i dr. 1940.)
Opisan je 2022. u Willdenowia. Mitteilungen aus dem Botanischen Garten und Museum Berlin-Dahlem. Berlin-Dahlem

## Sinonimi
- Cicerbita abietina (Boiss. & Balansa) Stebbins; J. Bot. 75: 16 (1937)
- Crepis abietina (Boiss. & Balansa) Beauverd; Bull. Soc. Bot. Genève, sér. 2, 2: 115 (1910)
- Lactuca abietina (Boiss. & Balansa) Bornm.; Mitth. Thüring. Bot. Vereins, n.f. 20: 25 (1905)
- Mulgedium abietinum Boiss. & Balansa; Boiss., Fl. Orient. 3: 802 (1875)
- Prenanthes abietina (Boiss. & Balansa) Kirp.; Fl. U.R.S.S. 29: 270 (1964)